# Spitzhof
Spitzhof (früher auch Gallnaugrub) ist eine Rotte in der Marktgemeinde Bad Traunstein im Bezirk Zwettl in Niederösterreich.

## Geschichte
Der Hof wurde bereits 1371 als Goldnergrueb schriftlich erwähnt, 1556 dann als Gallnaugrub. Ab 1823 wurde der Name Spitzhof verwendet, die Bezeichnung Gallnaugrub war aber bis ins 20. Jahrhundert parallel dazu geläufig.
Im Jahr 1822 wurde der Ort als einzelnes Haus genannt, das nach Traunstein eingepfarrt war, wohin auch die Kinder eingeschult wurden. Die Herrschaft Rappottenstein besaß die Ortsobrigkeit, übte die Landgerichtsbarkeit aus, besorgte die Konskription und hatte die Grundherrschaft inne.
In Folge der Theresianischen Reformen wurde der Ort dem Kreis Ober-Manhartsberg unterstellt und nach dem Umbruch 1848 war er bis 1867 dem Amtsbezirk Ottenschlag zugeteilt.
Laut Adressbuch von Österreich war im Jahr 1938 in Spitzhof ein Landwirt ansässig.
Nach der Entstehung der Ortsgemeinden 1849 wurde der Hof als Teil von Hummelberg ein Teil der Gemeinde Traunstein.